# 太子河区
太子河区（たいしが-く）は中華人民共和国遼寧省遼陽市に位置する市轄区。

## 行政区画
2街道弁事処、3鎮、1郷を管轄する。
- 街道弁事所：望水台街道、鉄西街道
- 鎮：祁家鎮、沙嶺鎮、王家鎮
- 郷：東寧衛郷

## 交通

### 道路
- 高速道路
  -  瀋海高速道路
  -  遼中環状高速道路
- 国道
  -  G202国道